# Vaterpolo na OI 1972.
Na OI 1972. u Münchenu u SR Njemačkoj, konačna ljestvica na vaterpolskom turniru je bila sljedeća:
| Odličje | Reprezentacija | |
| zlato   | SSSR           | Anatolij Akimov, Aleksej Barkalov, Vadim Guljajev, Aleksandr Dolgušin, Aleksandr Dreval, Vladimir Šmudski, Aleksandr Kabanov, Leonid Esipov, Vjačeslav Sobčenko, Nikolaj Melnjikov, Aleksandr Šidlovski |
| srebro  | Mađarska       | András Bodnár, Tibor Cservenyák, István Görgényi, Támás Faragó, Zoltán Kásás, Dr. Ferenc Konrád, István Magas, Dénes Pócsik, László Sárosi, Endre Molnár, István Szivós                                 |
| bronca  | SAD            | Peter Asch, Steven Barnett, Bruce Bradley, Stanley Cole, James Ferguson, Eric Lindroth, John Parker, Gary Sheerer, James Sletton, Russell Webb, Barry Weitzenberg                                       |